# Cristina Siccardi
Cristina Siccardi (* 2. Mai 1966 in Turin) ist eine italienische Autorin und Journalistin.

## Leben
Cristina Siccardi hat eine Laurea in Literatur und ist auf Biografien spezialisiert. Sie ist verheiratet und hat zwei Kinder.

## Schriften (Auswahl)
- Maria José, Umberto di Savoia. La fine degli ultimi regnanti. Mailand 2004, ISBN 8831527096.
- Nello specchio del cardinale John Henry Newman. La vera vita del convertito e “dottore” di Santa Romana Chiesa, beatificato da Benedetto XVI. Verona 2010, ISBN 8864090665.
- Giovanni Paolo II. L’uomo e il papa. Mailand 2011, ISBN 8831539388.
- San Pio X. Vita del Papa che ha ordinato e riformato la Chiesa. Cinisello Balsamo 2014, ISBN 978-88-215-9276-8.
- San Francesco. Una delle figure più deformate della storia. Mailand 2019, ISBN 978-8871987576.